# هنري فيتش تايلور
هنري فيتش تايلور (بالإنجليزية: Henry Fitch Taylor)‏ هو رسام أمريكي، ولد في 15 سبتمبر 1853 في سينسيناتي في الولايات المتحدة، وتوفي في 10 سبتمبر 1925 في Plainfield, New Hampshire ‏ في الولايات المتحدة.